# Dakh Daughters
Dakh Daughters (произносится «Дах До́терс») —  женская театрально-музыкальная группа, выступающая в жанре «фрик-кабаре» и театрального перформанса. Выступает с 2012 года, одно из первых выступлений состоялось на Гогольfestе в Киеве.
Dakh Daughters, так же, как и «ДахаБраха», имеет непосредственное отношение к киевскому театру «Дах», руководитель которого — Владислав Троицкий — принимает участие в постановке перформансов Dakh Daughters.
Популярность на канале YouTube группе принёс видеоклип «Rozy / Donbass», в котором сочетаются 35-й сонет Шекспира, украинские народные песни, нарочито театральный пафос. Также группа использует в своих выступлениях тексты Иосифа Бродского, Тараса Шевченко, Леси Украинки, Чарлза Буковски, Михайля Семенко́, Юрия Андруховича, Александра Введенского, тексты на нескольких диалектах украинского, английском, французском, русском, немецком языках. Участницы используют различные музыкальные инструменты: контрабасы, виолончели, фортепиано, маракасы, гитару, скрипку, барабаны, ксилофон, аккордеон, губную гармонику и бубен, «причём музыканты не привязаны к своим инструментам и легко ими меняются». Музыкальные обозреватели находят сходство Dakh Daughters с Амандой Палмер, Rammstein, Laibach, System of a Down и Dresden Dolls.
Dakh Daughters выступали во Франции, в Польше, в разных городах Украины; в России группа выступала в июне 2013 года — на пермском фестивале «Белые ночи», в марте 2014 года — в Москве, в «Гоголь-центре» и в апреле 2014 в Санкт-Петербурге на Новой сцене БДТ — в Каменноостровском театре.
В ноябре 2016 группа представила свой первый студийный альбом под названием «if», в который вошли 9 треков. Название альбома отсылает к одноимённой композиции на стихи Редьярда Киплинга, в припеве которой звучат строки из стихотворения Павла Тычины «…тінь там тоне, тінь там десь» В январе 2017 года Dakh Daughters выпустили чёрно-белый клип на песню «Людина» (режиссёр Диана Рудиченко). В процессе съёмки фильм о группе (рабочее название «Roses», режиссёр Ирина Стеценко).
Весной 2019 года вышел второй альбом «Air».

## Дискография
- If (2016)
- Air (2019)
- Make Up (2021)
- Pandora's Box (2025)